# San José de Grecia
San José es un distrito del cantón de Grecia, en la provincia de Alajuela, de Costa Rica.

## Geografía
San José cuenta con un área de 12,41 km² y una altitud media de 1074 m s. n. m.

## Demografía
Para el año 2022, San José cuenta con una población estimada de 8333 habitantes, y para el último censo efectuado, en 2011, San José contaba con una población de 8100 habitantes.

## Localidades
- Poblados: Arena, Cedro, Delicias (parte), Guayabal (parte), Loma, Rodríguez, Santa Gertrudis Norte, Santa Gertrudis Sur.

## Transporte

### Carreteras
Al distrito lo atraviesan las siguientes rutas nacionales de carretera:
- Ruta nacional 107
- Ruta nacional 722